# Acalypha schlechtendaliana
Acalypha schlechtendaliana é uma espécie de flor do gênero Acalypha, pertencente à família Euphorbiaceae.